# 拉克罗普特
拉克罗普特（法語：Lacropte，法語發音：[lakʁɔpt]）是法国多尔多涅省的一个市镇，位于该省中南部，属于佩里格区。

## 地理
拉克罗普特（45°2'12"N, 0°49'52"E）面积26.23 平方千米，位于法国新阿基坦大区多爾多涅省，该省份为法国西南部内陆省份，是法國本土面积第三大的省，大致对应佩里戈尔地区，北起顺时针与夏朗德省、上维埃纳省、科雷兹省、洛特省、洛特-加龙省、吉倫特省和滨海夏朗德省接壤。
与拉克罗普特接壤的市镇（或旧市镇、城区）包括：拉杜兹、圣费利克斯德雷亚克和莫特马尔、卢伊尔河-科多河谷村、萨隆、萨尼亚克、布拉扎克-伊勒-马努瓦尔、马尔萨内。

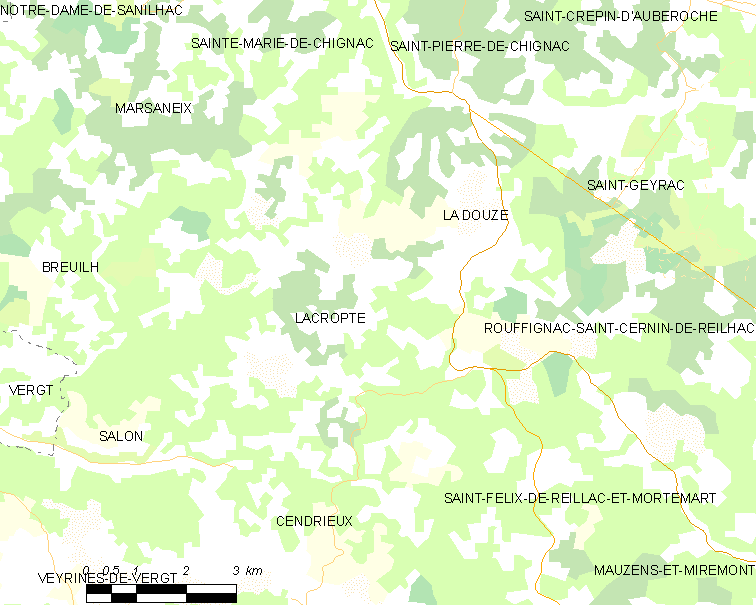
拉克罗普特的OSM定位图

拉克罗普特的时区为UTC+01:00、UTC+02:00（夏令时）。

## 行政
拉克罗普特的邮政编码为24380，INSEE市镇编码为24220。

## 政治
拉克罗普特所属的省级选区为中佩里戈尔县。

## 人口

1962-2008年间拉克罗普特人口变化图示

拉克罗普特于2022年1月1日时的人口数量为691人。